# Xaver Kurmann
Xaver Kurmann (Emmen, 29 agosto 1948) è un ex pistard e ciclista su strada svizzero.
Attivo tra i dilettanti dal 1967 al 1974, nell'inseguimento individuale fu medaglia di bronzo ai Giochi olimpici di Città del Messico 1968 e d'argento ai Giochi di Monaco di Baviera 1972, e due volte campione del mondo, nel 1969 a Brno e nel 1970 a Leicester. Non passò mai al professionismo.

## Palmarès

### Pista
- 1969 (dilettanti)

Campionati del mondo, Inseguimento individuale Dilettanti
- 1970 (dilettanti)

Campionati del mondo, Inseguimento individuale Dilettanti

### Strada
- 1969 (dilettanti)

Campionati svizzeri, Prova in linea Dilettanti
- 1970 (dilettanti)

3ª tappa Grand Prix Suisse de la Route (Saint-Légier-La Chiésaz > Saxon)
4ª tappa, 2ª semitappa Grand Prix Suisse de la Route (Riddes > Evolène)
- 1972 (dilettanti)

Campionati svizzeri, Prova in linea Dilettanti
Giro del Mendrisiotto
- 1974 (dilettanti)

6ª tappa, 1ª semitappa Settimana Ciclistica Bergamasca (Almè > Almè)

## Piazzamenti

### Competizioni mondiali
- Campionati del mondo su pista

Montevideo 1968 - Inseguimento individuale Dil.: 2º
Brno 1969 - Inseguimento individuale Dil.: vincitore
Brno 1969 - Chilometro a cronometro: 7º
Leicester 1970 - Inseg. individuale Dil.: vincitore
San Sebastián 1973 - Inseg. individuale Dil.: 4º
Montréal 1974 - Inseguimento individuale Dil.: 5º
- Campionati del mondo su strada

Heerlen 1967 - Cronometro a squadre: 9º
Brno 1969 - Cronometro a squadre: 3º
Leicester 1970 - In linea Dilettanti: 90º
San Sebastián 1973 - Cronometro a squadre: 16º
Montréal 1974 - In linea Dilettanti: 40º
- Giochi olimpici

Città del Messico 1968 - Inseg. individuale: 3º
Città del Messico 1968 - Inseg. a squadre: 13º
Monaco di Baviera 1972 - Inseg. individuale: 2º
Monaco di Baviera 1972 - Inseg. a squadre: 5º